# Montesson
Montesson är en kommun i departementet Yvelines i regionen Île-de-France i norra Frankrike. Kommunen ligger i kantonen Le Vésinet som tillhör arrondissementet Saint-Germain-en-Laye. År 2022 hade Montesson 14 606 invånare.

## Befolkningsutveckling
Antalet invånare i kommunen Montesson
| Referens: INSEE |